# Varages
Varages (okzitanisch Varatge) ist eine französische Gemeinde mit 1170 Einwohnern (Stand 1. Januar 2022) im Département Var in der Region Provence-Alpes-Côte d’Azur. Sie gehört zum Arrondissement Brignoles und zum Kanton Saint-Maximin-la-Sainte-Baume. Die Bewohner nennen sich Varageois oder Varageoises.

## Geographie
Nachbargemeinden sind La Verdière, Tavernes, Barjols, Brue-Auriac, Saint-Martin-de-Pallières und Esparron.

## Bevölkerungsentwicklung
| 1962 | 1968 | 1975 | 1982 | 1990 | 1999 | 2006 | 2008 | 2017 |
| ---- | ---- | ---- | ---- | ---- | ---- | ---- | ---- | ---- |
| 726  | 829  | 772  | 766  | 902  | 880  | 1059 | 1111 | 1178 |